# Аргонавтика
Аргонавтика (грец. Ἀργοναυτικά, дос. «Argonautika») — грецька епічна поема, написана Аполлонієм Родоським у ІІІ столітті до н. е. Єдиний вцілілий елліністичний твір, що цілісно оповідає міф про подорож Ясона і аргонавтів у Колхіду по золоте руно.
Поема розповідає про плавання аргонавтів по золоте руно, яке Ясон повинен добути в далекій країні Колхіді аби отримати належний йому трон міста Іолк. Центральним персонажем першої частини твору є Геракл, який ввійшов до команди аргонавтів. Згодом його випадково залишають на острові Місія (що біля острова Кеа), і на передній план виходить Ясон. Мандрівники прибувають у Колхіду; донька місцевого царя Медея під впливом Афродіти закохується в Ясона. Герої викрадають руно і повертаються додому — руслом Істру, через Африку і країну феаків. Сюжет поеми обривається незадовго до повернення аргонавтів до Іолка. Лишається невідомими: вона не була дописана чи закінчення втрачене.
Героїчні пригоди аргонавтів і стосунки Ясона з принцесою Колхіди Медеєю були уже відомі елліністичній аудиторії, що дозволило Аполлонію піти далі простого опису, даючи відповідні наукові зауваги — з географії, етнографії, релігієзнавства тощо.

## Сюжет

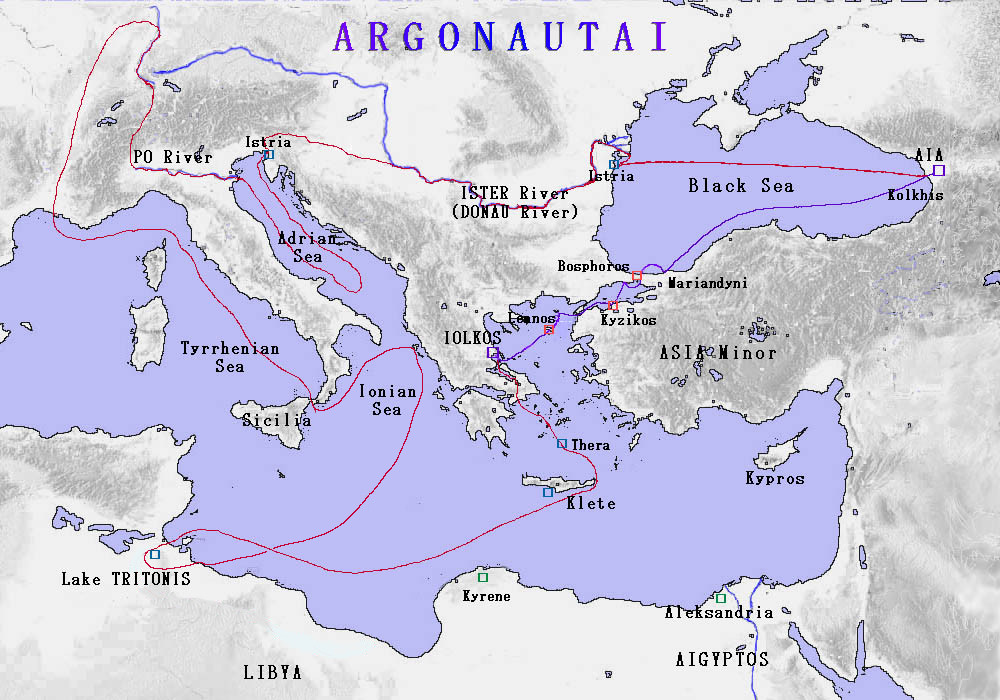
Приблизний маршрут походу «Арго».

Книга перша. Аполлон застерігає царя Пелія, котрий узурпував трон в місті Іолк, щоби він остерігався юнака в одному сандаліїю. Син законного царя Есона на ім'я Ясон випадково постає перед Пелієм, коли втратив один сандалій під час переходу через річку. Пелій побоюється вбити юнака як спадкоємця престолу, тому дає йому непосильне завдання — повернути з Колхіди руно золотого барана, на якому покління тому втік герой Фрікс.
Тесля Арг за вказівками Афіни будує для Ясона корабель «Арго». На заклик Яона про набір команди відгукуються герої з різних куточків Греції. Місцеві жителі дивуються з такого скупчення героїв. Матір Ясона, Полімеда, боїться, що він загине в плаванні, але Ясон запевняє її, що справиться. Ясон пропонує щоб мандрівники, названі на честь корабля аргонавтами, обрали собі ватажка. Першість дістається Гераклу, але він відмовляється командувати на користь самого Ясона. Під час бенкету з нагоди відплиття товариш звинувачує Ясона в боягузтві, ледь не стається бійка, та аргонавтів заспокоює Орфей — він співає про те, як боги створили світ.
Герої спиняються на острові Лемнос, де жінки повбивали своїх чоловіків за зраду. Їхня цариця Гіпсипіла закохується в Ясона, аргонавти спокушають жіночим товариством і не бажають покидати острів. Геракл присоромлює їх та змушує продовжити плавання. Аргонавти дістаються до острова, де перемагає шестируких велетнів. Героїв радо зустрічає цар племені доліонів Кізік. Геракл допомагає в битві проти решти велетнів, які жбурляють в аргонавтів каміння. Проте новозбудований мир між греками та доліонами недовгий — вночі вони сприймають одні одних за ворогів, спалахує битва. Ясон убиває Кізіка, цариця Кліта через це вішається. Усвідомивши яка жахлива помилка сталася, два народи миряться, щоб поховати загиблих. Після цього перестають віяти сприятливі вітри, аргонавт Мопс каже, що мандрівники розгнівали богиню Рею, тому повинні вшанувати її. Коли вони так і роблять, з'являється попутний вітер.
Під час наступної зупинки на острові Місія юного аргонавта Гіласа, зброєносця Геракла, викрадає німфа. Геракл і його товариш Поліфем вирушають шукати Гіласа, а інші аргонавти тим часом відпливають, не помітивши їхньої відсутності. Теламон винить Ясона, що він зумисне покинув товариша. Суперечку розсуджує бог Главк, який виринає з моря та каже, що втрата трьох учасників плавання є волею богів.
Книга друга. Аргонавти припливають до царства бебриків, де править грубий і зухвалий Амік. Він викликає гостей на двобій, битися виходить Полідевк і вбиває Аміка. Бебрики нападають та аргонавтів, однак зазнають поразки й тікають.
Аргонавти зустрічають віщуна Фінея, покараного Зевсом сліпотою за те, що розкривав людям майбутнє. Потворні гарпії щодня мучать Фінея, відбираючи в нього їжу. Ясон з товаришами перемагають гарпій, за що Фіней віддячує, розповівши як безпечно доплисти в Колхіду. Завдяки його пораді «Арго» пропливає між рухомими скелями та бачать у небі Аполлона. Попереду трапляється володіння царя Ліка, котрий вдячний грекам за вбивство Аміка. Та гостинний прийом затьмарюється випадковою загибеллю двох аргонавтів.
Мандрівники рятують вцілілих у штормі, які приєднуються до команди. Їм доводиться тікати від амазонок і битися з птахами біля храму Ареса. Наближаючись до Колхіди, аргонавти бачать орла, який летить карати Прометея. Герої допливають до Колхіди, таємно висаджуються на її берег і ховають корабель у гирлі річки.
Книга третя. Гера та Афіна потай радяться як допомогти Ясону, бо попереду чекають найбільші випробування. Гера пропонує звернутися до Афродіти, в якої є син Ерос. Афродіта доручає йому закохати Медею в Ясона, а за це дарує йому чарівний м'яч, який лишає слід у небі.
Коли аргонавти прибувають до царя Колхіди Еєта, Ерос пускає чарівну стрілу в Медею, що зумушує її закохатися в ватажка аргонавтів. Ясон спокійно відповідає на всі слова розлюченого Еєта, переконаного, що греки бажають захопити його царство. Еєт вирішує дати Ясону смертельне завдання — приборкати двох вогнедишних биків, зорати ними поле та засіяти його зубами дракона, після чого зібрати збіжжя. Лише тоді він згідний дати золоте руно. Медея мучиться через кохання до Ясона, вона вирішує просити свою сестру Халкіопу про допомогу. Відчинивши скриньку з зіллями, Медея думає про самогубство, але помічає зілля, здатне зробити Ясона невразливим.
Медея таємно зустрічається з Ясоном біля храму Гекати. Вона передає зілля та просить в разі перемоги забрати її з собою до Греції. Водночас Медея застерігає що якщо Ясон зрадить її, то вона виконає жахливу помсту. Ясон повертається до товаришів і розповідає що сталося. Всі його підтримують, крім Ідаса, котрий вважає, що отримати допомогу від жінки недостойно для героя.
Впевнений у слабкості Ясона, Еєт скликає народ подивитися на його випробування. Завдяки зіллю Ясон стає невразливим до вогню, приборкує биків і оре поле. Він засіває рілю зубами дракона та йде святкувати перемогу. Та тріумф передчасний, бо з землі виростає військо. Поклавшись на пораду Медеї, Ясон перемагає військо. Еєт повертається до свого палацу, роздумуючи як обманути Ясона, щоб не віддавати йому руно.
Книга четверта. Вночі Медея вирішує тікати з аргонавтами, взявши своїх племінників. Вона проводить Ясона в священний гай, де золоте руно охороняє змій. Ясон обіцяє одружитися з Медеєю, вона присипляє змія заклинанням. Ясон забирає золоте руно та тікає з Медеєю до товаришів. Побачивши зникнення руна, Еєт посилає навздогін за «Арго» величезний флот.
Син Еєта, Апсірт, наздоганяє аргонавтів і пропонує аби Ясон залишив собі руно, але повернув Медею. Тоді Медея підступно заманює Апсірта в пастку нібито для перемовин, а Ясон убиває його та розрубує на частини. Воїни Апсірта бояться повертатися до свого царя, тому вирішують лишитися на навколишніх берегах. Обурений убивством, Зевс проклинає аргонавтів на довгі блукання.
Шторм відносить героїв на північ, де вони зустрічають чаклунку Кірку. Вона проводить обряд очищення, щоб позбавити аргонавтів від прокляття, але як згодом виявляється — марно. Гера домовляється з німфою Фетідою про допомогу Ясону. Аргонавти успішно пропливають повз сирен, які намагаються звабити їх своїх голосом, і повз мандрівні скелі, в чому допомагають нереїди. Але попереду їх чекає другий колхідський флот.
Цар Алкіній викликається бути посередником на перемовинах. Його дружина Арета підказує, що Еєт не зможе вимагати повернення дочки, якщо Ясон одружиться з нею. Тож вони негайно свіяткують весілля в священній печері. Колхідці, за прикладом своїх попередників, вирішують не повертатися додому.
Несподіваний шторм викидає «Арго» на берег Африки в пустелю. Аргонавти та Медея не вірять у порятунок, але троє німф дають туманні поради. Пелей тлумачить їх так, що аргонавти повинні нести свій корабель через пустелю. Вони йдуть багато днів, поки не досягають озера, де росте сад Гесперид. Напередодні Геракл викрав звідти золоті яблука. Бог Тритон прокладає водний шлях із озера до Середземного моря.
Аргонавти дістаються до острова Анафа, де вшановують Аполлона та проводять бенкет.

## Датування
Наразі існує дискусія щодо часу оригінальної публікації поеми. Можливо, вона з'явилася за правління Птолемея ІІ Філадельфа (283—246 роки до н. е.) або поколінням пізніше. За даними Джекі Марей (Jackie Murray), поема була опублікована за часів правління Птолемея III Евергета (246—222/221 роки до н. е.).